# ISO 26000
ISO 26000 — Руководство по социальной ответственности.
28 октября 2010 г. был опубликован Международный стандарт ISO 26000:2010 «Руководство по социальной ответственности»

Данный международный стандарт был подготовлен с использованием подхода, основанного на участии экспертов, представляющих различные заинтересованные стороны из более чем 90 стран, и 40 международных или региональных организаций с широким охватом, вовлечённых в различные аспекты социальной ответственности. Эти эксперты представляли шесть различных групп заинтересованных сторон: 

1. потребители; 

2. государства; 

3. промышленность; 

4. трудящиеся;

5. неправительственные организации (НПО); 

6. а также организации, оказывающие услуги, поддержку или ведущие исследования в области социальной ответственности, и другие. 

Кроме того, были обеспечены особые условия для достижения баланса между развивающимися и развитыми странами, а также гендерного баланса в проектных группах. Хотя были предприняты усилия для того, чтобы обеспечить широкое и представительное участие всех групп заинтересованных сторон, достижение полного и справедливого баланса заинтересованных сторон было ограничено различными факторами, включая доступность ресурсов и необходимость в навыках английского языка.

На данный момент в разработке стандарта принимало участие более 400 экспертов и около 200 наблюдателей из 94 стран-членов ISO.

## Введение
Международный Стандарт ISO 26000 представляет руководство по принципам, лежащим в основе социальной ответственности, основным темам и проблемам, касающимся социальной ответственности, и способам интеграции социальной ответственного поведения в стратегии, системы, практики и процессы организации. Этот Международный Стандарт подчеркивает важность результатов и улучшения результативности. 

ISO 26000 предназначен для того, чтобы быть полезным для организаций всех типов, как больших так и малых, функционирующих как в развитых, так и развивающихся странах. Хотя не все части настоящего Международного Стандарта будут одинаково полезны для всех типов организаций, все основные темы применимы для каждой организации. Определение того, что для организации применимо и на что ей важно реагировать, путём самостоятельного анализа и диалога с заинтересованными сторонами является ответственностью отдельной организации.

Государственные организации могут по желанию использовать этот Международный Стандарт. Он, однако, не предназначен для того, чтобы заменить, изменить или каким-либо образом поменять обязательства государства.

Стандарт ISO 26000 предназначен для добровольного применения, и он не предназначен и не подходит для целей сертификации, обязательного или контрактного применения. Он не предназначен для создания нетарифных барьеров в торговле, а также для изменения законодательно определенных обязательств организации. Более того, он не предназначен для того, чтобы составить надлежащую основу для юридических действий, жалоб, защиты в суде или других заявлений в любых международных, национальных или иных судебных процессах, а также не предназначен для того, чтобы цитироваться в качестве свидетельства эволюции обычного международного права.

Каждой организации рекомендуется повысить уровень своей социальной ответственности, применяя данный Международный Стандарт, в том числе принимая во внимание ожидания заинтересованных сторон, соблюдая законодательство, а также согласуясь с международными нормами поведения.

ISO 26000 был подготовлен РГ «Социальная ответственность», образованной при Техническом совете ISO.

## Краткая история создания стандарта
- 2001 г.  Рассмотрение  комитетом ISO по потребительской политике (КОПОЛКО) возможности разработки международного стандарта в области, определенной в то время как «корпоративная социальная ответственность».[3]
- 2005 г. Решение о разработке международного стандарта, основными принципами которого станут добровольность применения руководства по социальной ответственности.[источник не указан 1915 дней]
- 2010 г. Публикация стандарта. Представители правительств, неправительственных организаций, промышленности, потребительских групп и трудовых организаций по всему миру приняли участие в его разработке.[4].

## Содержание стандарта
Введение 

1 Область применения 

2 Термины, определения и сокращенные термины 

2.1 Термины и определения 

2.2 Сокращенные термины 

3 Понимание социальной ответственности 

3.1 Социальная ответственность организаций: исторический контекст 

3.2 Последние тенденции в социальной ответственности 

3.3 Характеристики социальной ответственности 

3.4 Государство и социальная ответственность 

4 Принципы социальной ответственности 

4.1 Общие положения 

4.2 Подотчетность 

4.3 Прозрачность 

4.4 Этичное поведение 

4.5 Уважение интересов заинтересованных сторон 

4.6 Соблюдение верховенства закона 

4.7 Соблюдение международных норм поведения 

4.8 Соблюдение прав человека 

5 Признание социальной ответственности и взаимодействие с заинтересованными сторонами 

5.1 Общие положения 

5.2 Признание социальной ответственности 

5.3 Выявление заинтересованных сторон и взаимодействие с ними 

6 Руководство по основным аспектам социальной ответственности 

6.1 Общие положения 

6.2 Организационное управление 

6.3 Права человека 

6.4 Трудовые практики 

6.5 Окружающая среда 

6.6 Добросовестные деловые практики 

6.7 Проблемы, связанные с потребителями 

6.8 Участие в [жизни] сообществ и их развитие 

7 Руководство по интеграции практик социальной ответственности повсеместно в организации 

7.1 Общие положения 

7.2 Отношение характеристик организации к социальной ответственности 

7.3 Понимание социальной ответственности организации 

7.4 Практики для интеграции социальной ответственности повсеместно в организации 

7.6 Повышение доверия [к организации] в отношении социальной ответственности 

7.7 Анализ и совершенствование деятельности и практики организации, относящихся к социальной ответственности 

7.8 Добровольные инициативы для социальной ответственности 

Приложение А (Информационное) Примеры добровольных инициатив и инструментов для социальной ответственности.

## Воздействие, интересы и ожидания
Развивая свою социальную ответственность, организации следует понимать три взаимосвязи: 

— Между организацией и обществом. Организации следует понимать, как её решения и деятельность влияют на общество. Организации также следует понимать ожидания относительно ответственного поведения, предъявляемые обществом и касающиеся этого влияния. Это следует делать, рассматривая основные темы и проблемы социальной ответственности; 

— Между организацией и её заинтересованными сторонами. Организации следует знать о своих различных заинтересованных сторонах. Решения и деятельность организации могут оказывать потенциальное и реальное воздействие на этих частных лиц и организации. Это потенциальное и реальное воздействие является основой «интереса», который заставляет рассматривать организации или частных лиц как заинтересованные стороны; и 

— Между заинтересованными сторонами и обществом. Организации следует понимать взаимосвязь между интересами заинтересованных сторон, на которые оказывает влияние организация, с одной стороны, и ожиданиями общества с другой. Хотя заинтересованные стороны являются частью общества, они могут иметь интересы, которые не соответствуют ожиданиям общества. Заинтересованные стороны имеют уникальные по отношению к организации интересы, которые могут отличаться от ожиданий общества относительно социально ответственного поведения по каждому из вопросов. Например, интерес поставщика в том, чтобы получить оплату, и интерес сообщества в соблюдении договорных условий могут быть различными сторонами одной проблемы.

## Руководство по основным аспектам социальной ответственности
При признании своей социальной ответственности организации будет необходимо учитывать все три взаимосвязи. Организация, её заинтересованные стороны и сообщество, вероятно, будут иметь различные взгляды из-за того, что их цели различны. Следует признавать, что частные лица и организации могут иметь многие и разнообразные интересы, на которые могут повлиять решения и деятельность организации. 

Для того чтобы определить область охвата своей социальной ответственности, выявить применимые проблемы и установить свои приоритеты, организации следует рассмотреть следующие основные темы: 

1. организационное управление; 

2. права человека; 

3. трудовые практики; 

4. окружающая среда; 

5. добросовестные деловые практики; 

6. проблемы, связанные с потребителями; и 

7. участие в [жизни] сообществ и их развитие. 

Экономические аспекты, также как аспекты, относящиеся к здоровью и безопасности и цепочке создания [добавленной] стоимости, охватываются в рамках семи основных тем в соответствии с содержанием. Также учитываются различия в том, каким образом затрагиваются каждой из семи ключевых тем мужчины и женщины. 

Каждая из основных тем содержит спектр проблем, связанных с социальной ответственностью. Они описаны в данном разделе наряду с относящимися к ним действиями и ожиданиями. Социальная ответственность динамична и отражает эволюцию озабоченности социальными и экологическими проблемами, поэтому в будущем могут возникнуть и другие проблемы. 

Действие относительно этих основных тем и проблем должно основываться на принципах и практиках социальной ответственности. Относительно каждой основной темы организации следует определить и контролировать все проблемами, которые оказывают важное или существенное влияние на её решения и деятельность. При оценке применимости проблемы следует учитывать краткосрочные и долгосрочные цели. Тем не менее, не существует заранее определенного порядка, в котором организации следует рассматривать основные темы и решать проблемы; этот порядок будет зависеть от самой организации и её стратегии. 

Несмотря на то, что все основные темы взаимосвязаны и дополняют друг друга, природа организационного управления в некоторой степени отличается от остальных основных тем. Эффективное организационное управление дает организации возможность предпринимать действия относительно других основных тем и проблем и внедрять принципы:

— Подотчетность. Принцип: организации следует быть подотчетной за её воздействие на общество и окружающую среду.

— Прозрачность. Принцип: организации следует быть прозрачной в её решениях и деятельности, которые оказывают воздействие на общество и окружающую среду.

— Этичное поведение. Принцип: организации следует постоянно вести себя этично.

— Уважение интересов заинтересованных сторон. Принцип: организации следует уважать, учитывать и реагировать на интересы её заинтересованных сторон.

— Соблюдение верховенства закона. Принцип: организации следует принять то, что соблюдение верховенства закона обязательно.

— Соблюдение международных норм поведения. Принцип: организации следует соблюдать международные нормы поведения, при этом следуя принципу соблюдения верховенства закона.

— Соблюдение прав человека. Принцип: организации следует соблюдать права человека и признавать их важность и всеобщность

Организации следует рассматривать основные темы как целое; то есть ей следует рассматривать все основные темы и проблемы, и их взаимосвязи, а не просто концентрироваться на решении одной проблемы. Следует обеспечить, что отдельные улучшения, направленные на решение отдельной проблемы, не отражаются негативно на решении других проблем или не оказывают негативное воздействие на жизненный цикл продукции или услуг, на её заинтересованных сторон или на цепочку создания добавленной стоимости. 

Предпринимая действия в ответ на эти основные темы и проблем, и интегрируя социальную ответственность в рамках своих решений и деятельности организация может получить важные преимущества.

## Основные темы и проблемы социальной ответственности
Организационное управление

Права человека 

Проблема 1: Должная предусмотрительность

Проблема 2: Ситуации, связанные с риском для прав человека

Проблема 3: Избежание соучастия 

Проблема 4: Удовлетворение жалоб

Проблема 5: Дискриминация и уязвимые группы 

Проблема 6: Гражданские и политические права 

Проблема 7: Экономические, социальные и культурные права 

Проблема 8: Основные права в сфере труда 

Трудовые практики

Проблема 1: Наем и трудовые отношения 

Проблема 2: Условия труда и социальная защита 

Проблема 3: Социальный диалог 

Проблема 4: Охрана труда и безопасность на рабочем месте 

Проблема 5: Развитие человеческого потенциала и обучение на рабочем месте 6.5 

Окружающая среда

Проблема 1: Предотвращение загрязнения 

Проблема 2: Устойчивое ресурсопользование 

Проблема 3: Смягчение изменения климата и адаптация к нему 

Проблема 4: Защита и восстановление естественной природной среды 

Добросовестные деловые практики

Проблема 1: Противодействие коррупции 

Проблема 2: Ответственное вовлечение в политику 

Проблема 3: Честная конкуренция 

Проблема 4: Пропаганда социальной ответственности в рамках сферы влияния 

Проблема 5: Уважение прав собственности 

Проблемы, связанные с потребителями

Проблема 1: Честные практики маркетинга, информирования и заключения договоров 

Проблема 2: Защита здоровья и безопасности потребителей 

Проблема 3: Устойчивое потребление 

Проблема 4: Обслуживание и поддержка пользователей и разрешение споров 

Проблема 5: Защита данных и обеспечение конфиденциальности потребителей 

Проблема 6: Доступ к услугам первой необходимости 

Проблема 7: Образование и повышение осведомленности 

Участие в [жизни] сообществ и их развитие 

Проблема 1: Участие в [жизни] сообществ 

Проблема 2: Образование и культура 

Проблема 3: Создание занятости и развитие навыков 

Проблема 4: Развитие технологий 

Проблема 5: Создание благосостояния и дохода 

Проблема 6: Здоровье 

Проблема 7: Социальные инвестиции

## Преимущества
ИСО 26000 дает определение и понимание, что такое социальная ответственность и, что должны делать организации, чтобы действовать в социально-ответственной манере (социально-ответственным способом). 
Дает указания по:
- концепциям, определениям, относящимся к социальной ответственности;
- обратной связи, общим направлениям и характеристикам социальной ответственности;
- принципам и практикам, относящимся к социальной ответственности;
- ключевым вопросам и проблемам относящимся к социальной ответственности;
- интеграции, внедрении и продвижении социально ответственного поведения повсеместно в организации и, посредством её политики и практики в её сфере влияния;
- идентификации и вовлечении заинтересованных сторон.

ISO 26000 способствует:
- Включению социальной ответственности в политику, видение и стратегию организации.
- Интеграции социальной ответственности в повседневную деятельность организации.
- Правильному восприятию сфер влияния и взаимной ответственности.
- Идентификации заинтересованных сторон и сотрудничеству с ними.
- Повышению престижа.
- Выбору инициатив, обеспечивающих устойчивость развития.[6]